# مهدی مهدوی لاهیجی
حاج شیخ مهدی مهدوی لاهیجانی (مهدی لاهیجی)، از مشاهیر لاهیجان، در شب جمعه نیمه شعبان سال ۱۳۱۳ در نجف متولد شد و به اتفاق خانواده به لاهیجان مهاجرت کرد. او مجدداً به نجف بازگشت و تحصیلاتش را در آنجا به پایان رساند. او از شاگردان آقاضیاءالدین عراقی وآیه‌الله اصفهانی و آیه‌الله نائینی و شیخ شعبان دیوشلی گیلانی و شیخ عبدالحسین رشتی و محمد جواد بلاغی و محمدحسین کاشف الغطاوشیخ مرتضی طالقانی ومیرزااقااستهباناتی و از همدرسان مرعشی نجفی بود.
او در دوران رضاشاه از نجف به لاهیجان آمد و به کمک مردم مدارس متروکه جامع و شعربافان را بازسازی کرد. بازگشت دوباره وی از نجف به تهران با فعالیت‌های کمونیست‌ها، نیروهای بیگانه و جنبش‌های سکولار در گیلان و مبارزه با حکومت پهلوی همزمان بود که راهنمایی‌های او در شکل گیری اعتراضات مؤثر بود.
او در قیام ۱۵ خرداد ۱۳۴۲ نیز دستگیر شد. سرانجام در روز جمعه ۲۱ صفر ۱۴۱۳ درگذشت و در جوار برادرش محمد مهدوی لاهیجی در حسینیه مدرسه دینی جامع لاهیجان به خاک سپرده شد.
البیع واَلمُعامله و حواشی برعُروةُ الوُثقی و قاعده تجاوز و فراغ از آثار اوست.
محمد مهدوی لاهیجی برادر اوست.

## زندگی‌نامه
شیخ مهدی مهدوی لاهیجانی در نیمه شعبان ۱۳۱۳ در نجف به دنیا آمد و در سال ۱۳۱۵ (قمری) همراه والدین خویش به زادگاه پدری اش (لاهیجان) مراجعت نمود.
وی قرائت قرآن و ادبیات فارسی را از میرزا کاظم لاهیجی، مقدمات علوم حوزوی و علوم ریاضی را نزد عبدالحسین کوشالی،  بهایی لاهیجی، سید عبدالرحیم درگاهی و سید اسدالله کسیمی و پدرش  حسین مهدوی در لاهیجان آموخت. او سپس به رشت آمد و نزد  اسماعیل رشتی، سید مهدی لشت نشایی و  عبدالرحیم کوچصفهانی فر گرفت. وی در سال ۱۳۲۷ (قمری) در ۱۴ سالگی به نجف هجرت نمود و معالم را نزد شیخ علی اکبر خوانساری و شرح لمعه را نزد شمس کرمانشاهی فراگرفت.
مهدوی، اصول را نزد  حبیب اردبیلی و مکاسب را نزد میرزا احمد آشتیانی، کفایه را نزد  عبدالحسین رشتی دروس خارج را نزد اساتیدی چون سید محمد فیروزآبادی، سید میرزا آقا اصطهباناتی،  شعبان گیلانی، میرزا حسین نایینی، آقا ضیاءالدین عراقی، سید ابوالحسن اصفهانی و سید جمال گلپایگانی آموخت. وی عقاید، عرفان، تفسیر و حکمت را نزد شیخ مرتضی طالقانی، ابوالحسن مشکینی، طلوعی اشکوری، شیخ محمدجواد بلاغی،  محمدحسین کاشف الغطا، شیخ محمدکاظم شیرازی فراگرفت و با موفقیت به درجه عالیه اجتهاد نائل آمد. او با کسب چهارده اجازه اجتهاد و به دنبال یک بیماری طولانی و سخت به قصد زیارت علی بن موسی الرضا به ایران سفر کرد و بعد از زیارت، به لاهیجان عزیمت نمود. او با توصیه بستگان، دوستان و عالمان شهر، تا آخر عمرش در لاهیجان سکونت گزید و نسبت به احیای حوزه علمیه طلاب وتدریس وتربیت شاگردان واقامه جماعت وسایر خدمات دینی وعلمی ورفع مشکلات اجتماعی وحل وفصل مسایل مردم همت گماشت.
از استادان بزرگی که ایشان داشتند چنین استنباط می‌شود که وی با نظرات و عقاید آنان کاملاً آشنا و به حق از مجتهدان مسلم و مشهور زمان خود در گیلان بوده‌است. وی با این که عمر طولانی داشت، مبانی فقه و اصول از خاطرش بیرون نرفت و همواره در مناظرات، سخن برای گفتن داشت.
سال ورود وی به ایران ۱۳۱۶ خ. بوده‌است. وی در همان عصر، مدارس دینی و مساجد را تعمیر کرد و موقوفات شهر را احیا نمود. او اولین سخنرانی روشنگرانه و هشدار دهنده‌اش را در لاهیجان، در حالی ایراد کرد که حکومت رضاخان نه تنها از تبلیغات دینی و ارشاد امت اسلامی جلوگیری به عمل می‌آورد؛ بلکه هرگونه فعالیت‌های دینی را نیز به شدت سرکوب می‌کرد. وی در بحبوحه انقلاب ۱۳۵۷ برای پیوستن به عالمان متحصن در تهران - که از همه جای ایران شرکت داشتند - به همراه سیدمحمودضیابری و سید حسن بحرالعلوم به سمت تهران حرکت نمودند که در رودبار دستگیر و چند ماهی در زندان قزل قلعه زندانی شدند.
از آثار باقی مانده او عبارتند از:
1. حقیقة البیع والمعاملة؛
2. قاعده تجاوز و فراغ؛
3. حواشی بر رسائل؛
4. مکاسب و عروة الوثقی؛
5. بازسازی و احیاء مدرسه علمیه جامع لاهیجان؛
6. بازسازی مدرسه دینی شعربافان لاهیجان؛
7. بازسازی مسجد جامع؛
8. احداث حسینیه جامع و…

وی در لاهیجان به «حاج شیخ» شهرت داشت و این عنوان، لقبی بود که به خاطر برجستگی علمی و درخشندگی بحث‌های فقهی او از سوی عالمان اعلام و مراجع عظام نجف اشرف به او داده شد که بعدها در ایران به خصوص لاهیجان به همین عنوان شهرت یافت. وی هیچ‌گاه از سهم امام استفاده نکرد.
آیت‌الله مهدوی در روز جمعه، ۲۱ صفر ۱۴۱۳ در ۱۰۰ سالگی درگذشت و پیکرش در کنار برادرش حاج شیخ محمد مهدوی، در حسینیه جامع لاهیجان دفن گردید.